# Deutsche Gesellschaft für Musikphysiologie und Musikermedizin
Die Deutsche Gesellschaft für Musikphysiologie und Musikermedizin e.V. (DGfMM) ist die deutsche Interessenvertretung der Fachbereiche Musikermedizin und Musikphysiologie.

## Organisation
Der 1994 gegründete Verband steht unter der Leitung von Alexander Schmidt und seiner Stellvertreterin Anke Steinmetz und hat etwa 510 Mitglieder im deutschsprachigen Raum. Ehrenmitglied ist Christoph Wagner, der 1974 das Institut für Musikphysiologie und Musikermedizin an der Hochschule für Musik, Theater und Medien Hannover mit dem Forschungsschwerpunkt Physiologische Eignungsdiagnostik für das Instrumentalspiel begründete.
Der Verein mit Sitz in Mainz ist selbstlos tätig und verfolgt ausschließlich und unmittelbar gemeinnützige Zwecke. Die Gesellschaft arbeitet eng mit internationalen Fachgesellschaften auf dem Gebiet der Musikermedizin zusammen.

## Ziele
Der Verein fördert die Wissenschaft, Forschung und Lehre im Bereich der Physiologie und Pathophysiologie des Musizierens. Dies schließt die Verbesserung präventiver, diagnostischer und therapeutischer Maßnahmen mit ein. Dabei arbeitet die Gesellschaft vor allem interdisziplinär. Einbezogen werden diejenigen, die an der Ausbildung und Berufsbegleitung von Musikern beteiligt sind, wie u. a. Instrumental- und Gesangspädagogen, Arbeitswissenschaftler, Instrumentenhersteller, Ärzte, Zahnärzte und Physiotherapeuten.
Die Gesellschaft hält jährliche Fachtagungen ab und gibt die anwendungsorientierte wissenschaftliche Zeitschrift „Musikphysiologie und Musikermedizin“ als Mitteilungsorgan der Gesellschaft heraus.

## Publikationen
- Zeitschrift 'Musikphysiologie und Musikermedizin' Herausgeber: E. Altenmüller (Hannover), J. Blum (Frankfurt-Worms), H. Möller (Berlin), M. Schuppert (Detmold-Kassel)